# Afella N'Dra
Afella N'Dra  (in arabo افلاندرا‎?) è un centro abitato e comune rurale del Marocco situato nella provincia di Zagora, regione di Drâa-Tafilalet. Conta una popolazione di 7 203 abitanti (censimento 2014).